# 反思文学
反思文学是中华人民共和国的一个文学流派，它诞生于文化大革命（1966-1976年）之后的拨乱反正、改革开放时期，与“伤痕文学”密切相关。文革结束后，邓小平、胡耀邦等人主导了拨乱反正，一批作家也开始反思文革，并且进行批判，总结历史经验教训，警醒世人。

## 风格
反思文学，反思十年“文化大革命”（1966-1976年）给中国社会带来的灾难和民族创伤，批判文化大革命的错误，包括对文革的反省、回顾、评价、批判，并且总结历史经验和教训，警醒世人不再犯文革一样的错误。

## 与伤痕文学的对比
与只描写苦难和痛苦的伤痕文学不同，邓小平曾给伤痕文学一个评价是“哭哭啼啼，没有出息”，而反思文学不仅仅是单纯的描写苦难和痛苦，也批判了中国共产党从1957年以来的政治上犯的政策、方针、路线等错误，题材主要是“反右运动”、大跃进、文化大革命。二者关系密切。有学者认为，“伤痕文学是反思文学的源头，反思文学是伤痕文学的深化”。且二者均是在“新启蒙主义”的大背景下进行创作。

## 代表人物
- 茹志鵑，《剪辑错了的故事》
- 张一弓，《犯人李铜钟》
- 王蒙，《蝴蝶》、《杂色》
- 高晓声，《李顺大造屋》
- 张抗抗，《隐形伴侣》
- 龙凤伟，《中国一九五七》
- 张贤亮，《绿化树》
- 史铁生，《我的遥远的清平湾》
- 张承志，《骑手为什么歌唱母亲》
- 叶辛，《蹉跎岁月》
- 谌容，《人到中年》
- 张洁，《爱，是不能忘记的》
- 王安忆，《本次列车终点》

## 拓展阅读
- . 北京市: 高等教育出版社. 2001-07-01. ISBN 7040095092.